# Jacobus Kapteyn
Jacobus Cornelius Kapteyn (19. leden 1851, Barneveld – 18. červen 1922, Amsterdam) byl nizozemský astronom,
Je znám jako objevitel rotace Mléčné dráhy. Do astronomie vnesl fotografické a statistické metody, s jejichž pomocí zmapoval zejména Mléčnou dráhu. Proslul též důkazem existence tzv. Kapteynových proudů (dva převládající směry rotačních pohybů galaxií – ke středu galaxie a od něho, jež vznikají následkem elipsoidního rozložení náhodných rychlostí hvězd) a vytvořením plánu tzv. Kapteynových polí (206 vybraných polí, v nichž se určují polohy, velikosti, vlastní pohyby, paralaxy, spektrální třídy a radiální rychlosti hvězd). Vystudoval Státní univerzitu v Utrechtu. V roce 1875 nastoupil do observatoře v Leidenu. Od roku 1877 působil na Státní univerzitě v Groningenu.
Jeho bratr Willem (1849–1927) byl matematik, pedagog a rektor univerzity v Utrechtu.

## Ocenění
Jméno Jacoba C. Kapteyna nese planetka (818) Kapteynia objevená 21. února 1919 Maxem Wolfem v Heidelbergu, kráter Kapteyn na přivrácené straně Měsíce a také astronomický institut Státní univerzity v Groningenu.
- 1902: Zlatá medaile Královské astronomické společnosti
- 1907: člen Národní akademie věd Spojených států amerických
- 1913: Medaile Jamese Craiga Watsona
- 1913: Medaile Catheriny Bruceové
- 1915: Pour le Mérite za vědu a umění